# Pitcairnia echinata
Pitcairnia echinata là một loài thực vật có hoa trong họ Bromeliaceae. Loài này được Hook. miêu tả khoa học đầu tiên năm 1853.

## Hình ảnh

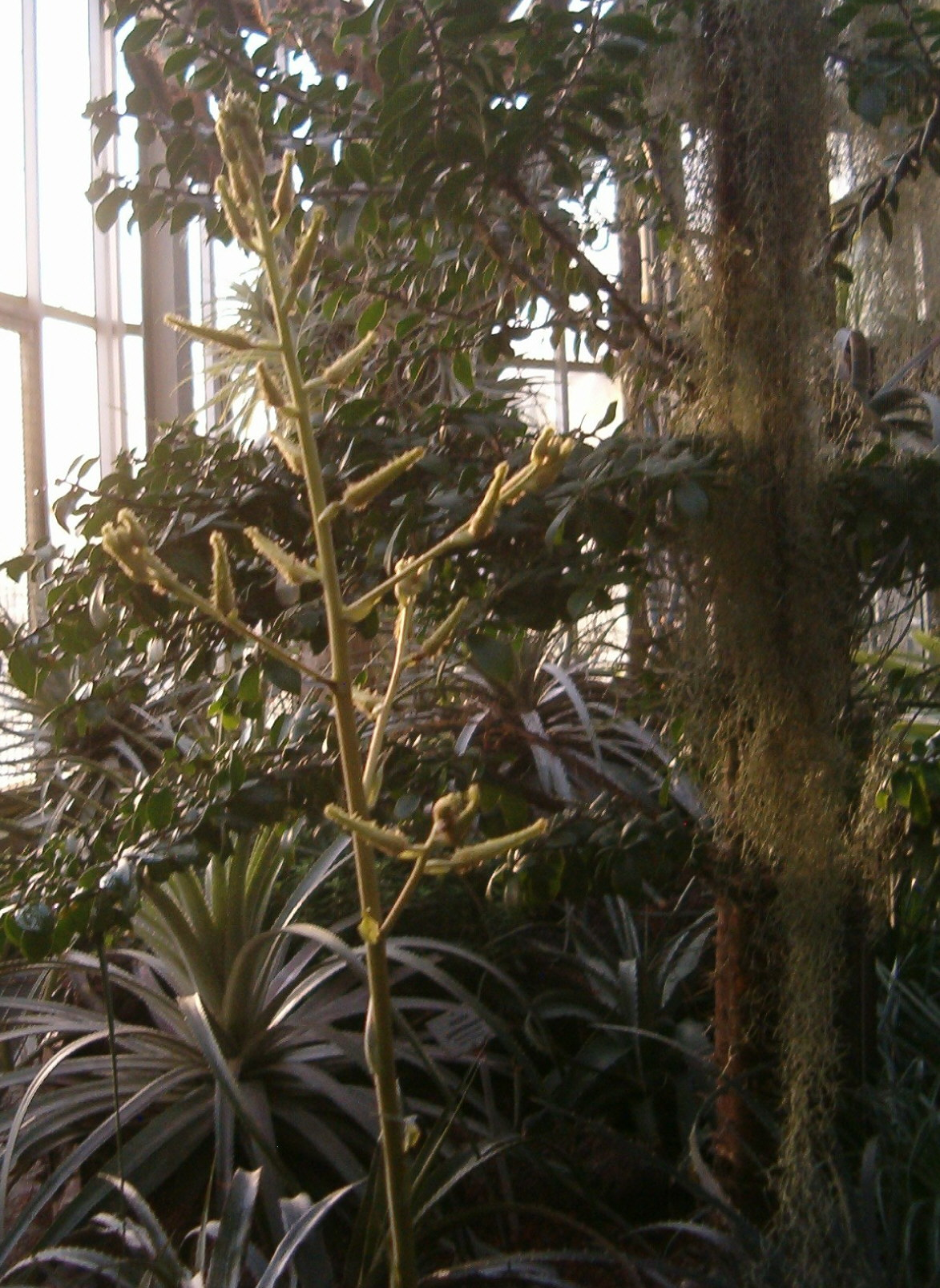
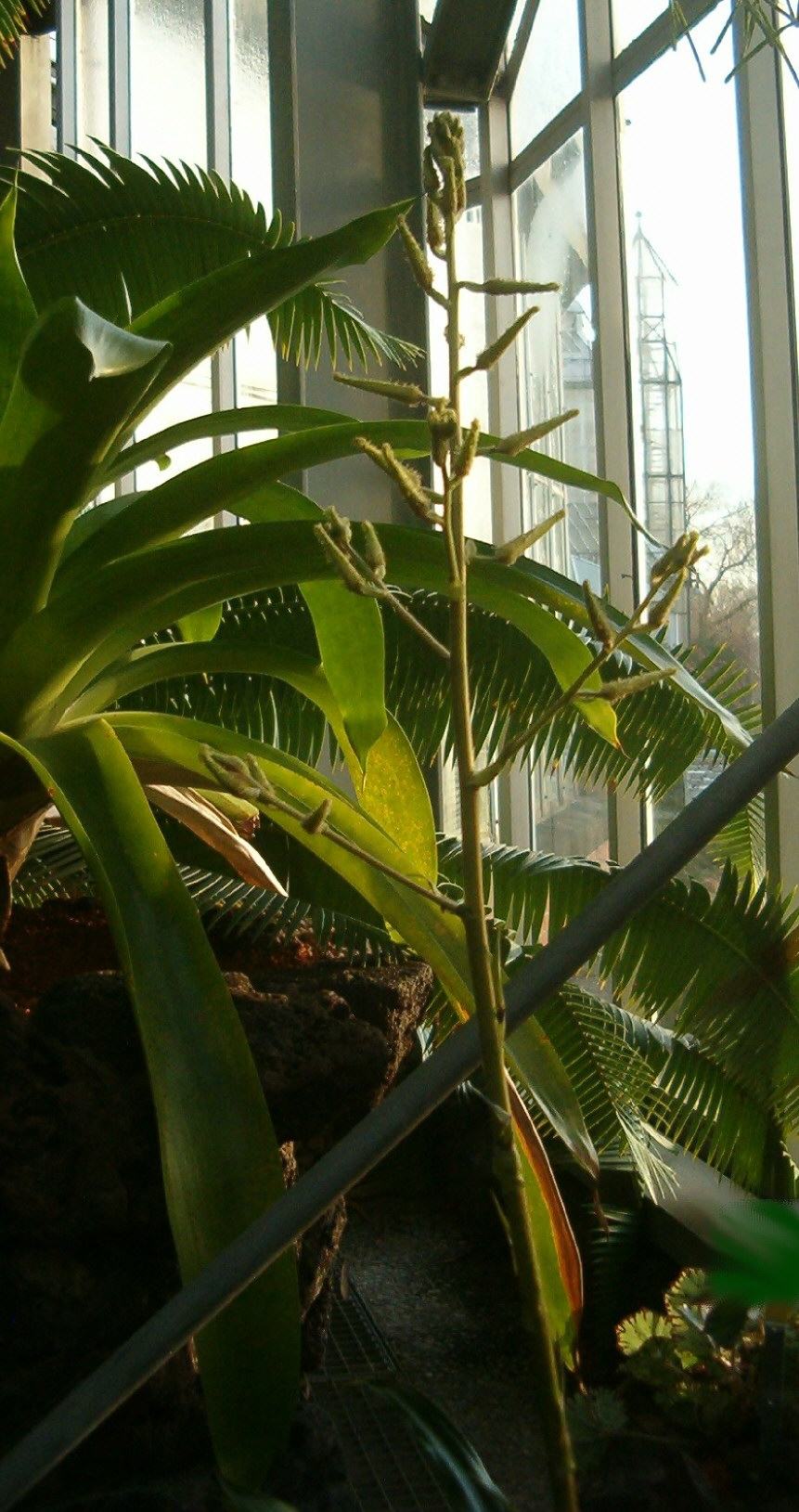
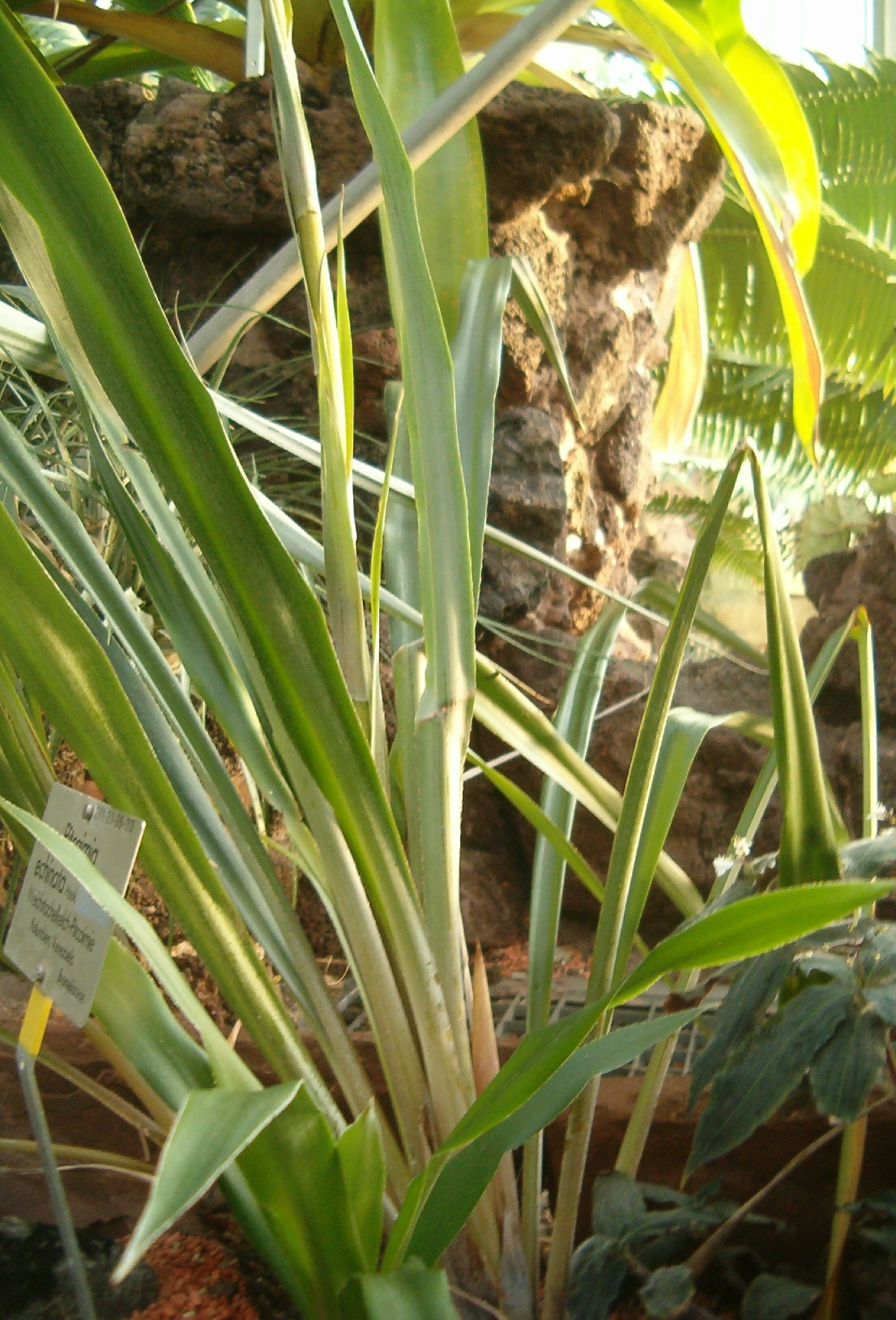
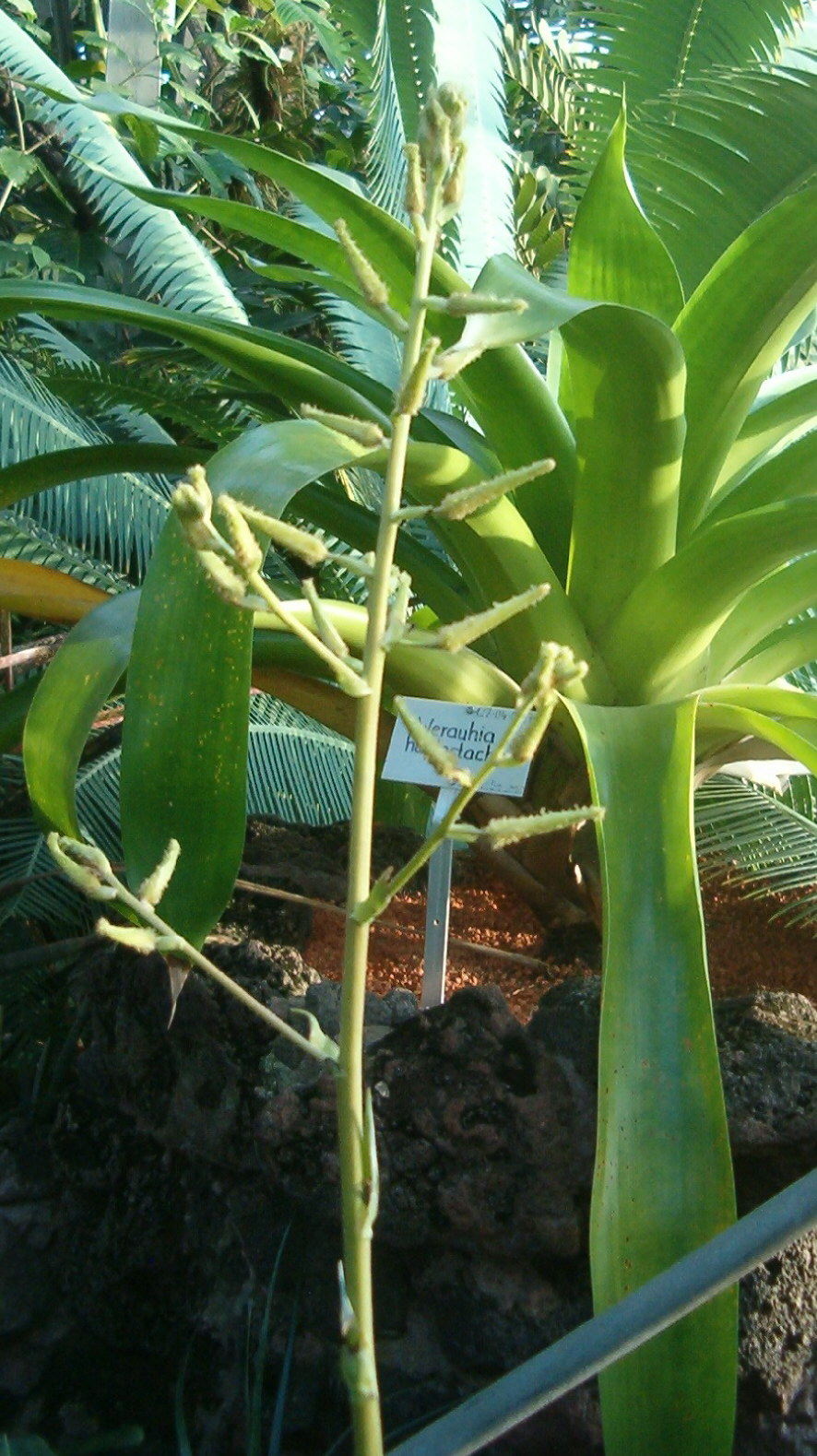